# Cipressa
Cipressa je italská obec v oblasti Ligurie, provincii Imperia. K 31. prosinci 2009 měla 1370 obyvatel. Leží u pobřeží Ligurského moře.

## Vývoj počtu obyvatel
Počet obyvatel